# St Sampson’s
St Sampson’s (fr. Saint-Sampson, dgèrnésiais Saint Samsaon) – miasto na wyspie Guernsey (Wyspy Normandzkie), w terytorium o tej samej nazwie; 8 592 mieszkańców (2001). Czwarte co do wielkości miasto wyspy.